# 利耶帕堂区
利耶帕堂区是拉脱维亚維澤梅地区，采西斯市鎮的内的一个行政领土实体。在2009年之前，它是前采西斯区内的一个行政单位。

## 利耶帕堂区内的城镇和村庄
- 利耶帕庄园（英语：Liepa Manor）